# 陳遷鶴
陈迁鹤，字声士，号介石，祖安溪籍，徙居晋江，陳洪图子。清朝政治人物，進士出身。
康熙二十四年（1685年）乙丑科进士，改庶吉士，后历任中允、侍讲、侍读，至左庶子掌坊事。之后归乡，著有《论易》、《尚书私记》、《毛诗国风绎》、《春秋纪疑》，有子陈万策，孙陈亮世，曾孙陈科捷。